# Jiang Yi-huah
Jiang Yi-huah, chiń. 江宜樺; pinyin Jiāng Yihuà (ur. 18 listopada 1960 w Keelungu) – tajwański polityk, wicepremier Republiki Chińskiej w latach 2012–2013, premier Republiki Chińskiej od 18 lutego 2013 do 8 grudnia 2014. 

## Życiorys
W 1983 ukończył studia na Wydziale Nauk Politycznych Narodowego Uniwersytetu Tajwanu, uzyskując stopień licencjacki, a w 1987 stopień magistra. W 1993 obronił doktorat z nauk politycznych na Uniwersytecie Yale. 
W latach 1993–1995 był pracownikiem naukowym w Instytucie Nauk Społecznych i Filozofii Academia Sinica. W 1999 został profesorem na Wydziale Nauk Politycznych Narodowego Uniwersytetu Tajwańskiego. Wykładał również na Uniwersytecie w Cambridge oraz Uniwersytecie Columbia. 
W 2004 objął funkcję doradcy w Ministerstwie Edukacji. W latach 2008–2009 był ministrem badań i rozwoju w gabinecie premiera Liu Chao-shiuana, a w latach 2009–2012 ministrem spraw wewnętrznych w gabinecie Wu Den-yih. 6 lutego 2012 objął urząd wicepremiera w rządzie Sean Chena. 
31 stycznia 2013 został desygnowany na stanowisko szefa rządu. Urząd objął 18 lutego 2013. Po przegranych pod koniec listopada 2014 przez Kuomintang wyborach lokalnych podał się do dymisji. Na stanowisku premiera zastąpił go Mao Chi-kuo.